# Pär Nordlander
Pär Arthur Nordlander, född 2 april 1920 på Lidingö, död där 18 maj 2001, var en svensk teckningslärare, målare och skulptör.
Han var son till Gustaf Nordlander och gymnastikdirektören Hildur Lovisa Ahlberg. Nordlander studerade vid Högre konstindustriella skolan i Stockholm 1942–1947 och vid Konstakademiens etsarskola 1946–1947 samt för André Lhote i Paris 1950 och under ett flertal studieresor till bland annat Danmark och Norge. Separat ställde han ut ett flertal gånger på 
Lidingö och han medverkade i utställningen Tre tecknare på Galerie Moderne i Stockholm och i Liljevalchs vår- och 
Stockholmssalonger. Han var sedan 1947 verksam som teckningslärare i Stockholm bland annat vid Konstfackskolan. Bland hans offentliga arbeten 
märks målningen Kalvskär på Samrealskolan i Spånga. Hans konst består av hamnmotiv med kranar, abstrakta naturintryck och skulpturer utförda i ytong, siporex och gips. Nordlander är representerad i Oskarshamns kommun. Han var gift från 1942 med Anne-Marie Hoogland (1921–2000). De är begravda på Lidingö kyrkogård.